# Neoterebra glossema
Neoterebra glossema é uma espécie de gastrópode do gênero Neoterebra, pertencente a família Terebridae.